# 美廉初級學院
1°22′36.246″N 103°56′15.19″E / 1.37673500°N 103.9375528°E
美廉初級學院（英語：Meridian Junior College）是一所位於新加坡巴西立的初級學院，提供兩年制新加坡-剑桥普通教育证书高级水准預科課程，是新加坡第六所初級學院。

## 歷史
美廉初級學院在2003年創立，時任教育部長张志贤建議在巴西立設立一所初級學院。2005年2月25日，學院舉行開幕儀式。
2017年4月20日，當局宣佈學院會與淡滨尼初级学院合併，會在2019年以新的名稱淡滨尼美廉初级学院繼續教育事業。是次合併是由於自2014年來學生數目不斷減少，及與新加坡出生率下降有關。